# Матвійчук Гліб Алімович
Гліб Алімович Матвійчук (нар. 26 червня 1981, Москва) — російський актор, композитор, продюсер, співак.

### Творчий шлях
Музична кар'єра. З квітня 2006 року — вокаліст групи «Lady Prowler». У 2007 році разом з Ігорем Новіковим створює групу «Flair». Також були виступи як вокаліста з колективом «Ренесанс».
Кінематографічна кар'єра. Є автором музики до документальних і художніх фільмів, серед яких «Паломництво у Вічне місто», «Пагорби та рівнини», «Смутний час», «Нова земля», «З полум'я і світла», «Кам'яна башка», «Адмірал».
Театральна кар'єра. Як актор був зайнятий в рок-операх «Ісус Христос — суперзірка», «Дивна історія доктора Джекіла і містера Хайда», мюзиклі «Монте-Крісто», виставу «Готель двох світів» та інших. Також написав музику для театральних постановок («Собака на сіні» та «Зал очікування»).
Телевізійна кар'єра. Був одним з шести фіналістів і переможців вокального реаліті-шоу «Російські тенори». Брав участь у телевізійних сліпих прослуховуваннях першого сезону телепроєкту «Голос», але не пройшов. У п'ятому сезоні проєкті «Дві зірки» переміг у дуеті з Ольгою Кормухіною. Брав участь у телешоу Точнісінько на Першому каналі, зайняв 2 місце і отримав Приз глядацьких симпатій.

### Родина
Був одружений з актрисою театру і кіно Анастасією Макєєвою, актриса і співачка (з серпня 2010 року по липень 2016 року). 12 квітня 2016 пара розлучилася з ініціативи Анастасії. А 8 липня 2016 року відбувся офіційний розлучення. Зараз Гліб неодружений.

## Фільмографія

### Акторські роботи
1. 1995 — Вогненний стрілець
2. 2004 — 72 метри — матрос на ЦП
3. 2004 — Тато — студент в гуртожитку, епізод
4. 2005 — Загибель імперії (1-я серія «Демон») — Рогів, тапер
5. 2005 — Діти Ванюхина
6. 2005 — Небесна життя
7. 2006 — Точка — епізод
8. 2008 — Проклятий рай-2 — Іван
9. 2009 — Маргоша — Руслан Хилькевич

### Композиторські роботи
1. 2006 — Паломництво у Вічне місто
2. 2006 — Георгій-Змієборець
3. 2006 — Свято Різдва
4. 2006 — Планета православ'я
5. 2006 — З полум'я і світла
6. 2008 — Пагорби та рівнини
7. 2008 — Нова земля
8. 2008 — Кам'яна башка
9. 2008 — Адмірал (спільно з Н. Ф. Муратовим)[1]
10. 2009 — Третє бажання
11. 2009 — Будинок без виходу
12. 2010 — Ярослав
13. 2011 — На гачку!
14. 2012 — Спартак
15. 2012 — Чкалов
16. 2013 — Червоні гори (у виробництві)

## Театр

### Акторські роботи
1. 2007 — «Діти Сонця», етно-мюзикл
2. 2008, 6 липня — «Ісус Христос — суперзірка», рок-опера Ісус з Назарету
3. 2008, 12 жовтня — «Монте-Крісто», мюзикл — Фернан де Морсер
4. 2009, 21 травня — «Готель двох світів», вистава — Жюльєн Порталь
5. 2011 — "12 мюзиклів, шоу
6. 2011, 11 грудня — «Дивна історія доктора Джекіла і містера Хайда», рок-опера — Джон Аттерсон
7. 2015 — «Майстер і Маргарита», мюзикл — Майстер

### Композиторські роботи
1. «Собака на сіні»
2. «Зал очікування»
3. «Територія пристрасті»
4. «Онєгін»

## Телебачення
1. 2009 — Реаліті-шоу «Російські тенори» (СТС) — один з шести фіналістів та переможців
2. 2012 — Телепроєкт «Голос» (Перший канал) — виконав пісню «До побачення, мамо!», на конкурс не відбувся
3. 2013 — Телепроєкт «Дві зірки» (Перший канал) — дует з Ольгою Кормухіною — перше місце
4. 2014 — Телепроєкт «Точнісінько» (Перший канал) — приз глядацьких симпатій і друге місце на думку журі
5. 2014 — Телешоу «Живий звук»
6. 2016 — Телепроєкт «Точь-в-точь. Суперсезон». Проєкт ще не завершено.

## Премії і номінації
- 2008 — Національна премія в галузі кінематографії «Золотий орел — 2008»
  - Номінація «Краща музика до фільму» (фільм «Адмірал»).